# Guerra de Tiguex
La guerra de Tiguex fueron una serie de enfrentamientos entre la expedición de Francisco Vázquez de Coronado y los indios tihua (parte de los  indios pueblo, también conocidos como anasazi) junto a otros indios de la región del río Bravo, que tuvo lugar en 1541 en la provincia de Tiguex, actualmente en el área de Bernalillo, condado de Sandoval, Nuevo México, Estados Unidos.

## Antecedentes

Tigua señalada en Americae Sive Quartae Orbis Partis Nova Et Exactissima Descriptio 1562 por el cartógrafo español Diego Gutiérrez y el flamenco Gerónimo Cock

La costosa y bien planificada expedición de Vázquez de Coronado tuvo su origen en el relato de Marcos de Niza sobre el hallazgo de la legendaria y riquísima Cíbola durante su expedición a Hawikuh (1539). La expedición de Vázquez de Coronado la comprendían 350 soldados españoles y 2000 guerreros indios leales a España, en su mayoría guerreros aztecas, purépechas y otras tribus del centro y el oeste de México. Junto a los soldados viajaban incluso algunas de sus esposas, personal de servicio, esclavos e intendencia, además de miles de cabezas de ganado, incluidos caballos, mulas, ovejas, vacas y cerdos. 
La gran expedición partió de Compostela, Estado de Nayarit (actual México) el 23 de febrero de 1540. Cinco meses después, el 7 de julio avistaron Hawikuh, condado de Cíbola, Nuevo México (actual EE. UU.) Sin embargo, la realidad de este pueblo de los indios zuñi no se correspondió con lo narrado por Marcos de Niza. Los indios de Hawikuh recibieron con hostilidad a los españoles, y durante una hora hubo un combate en el que Vázquez de Coronado fue derribado de su caballo, pero salvado por García López de Cárdenas y Fernando de Alvarado. 
Días después Alvar Núñez Cabeza de Vaca alcanzó Hawikuh, y dio cuenta de haber fundado San Jerónimo de los Corazones, cuya ubicación es desconocida.

## Guerra de Tiguex

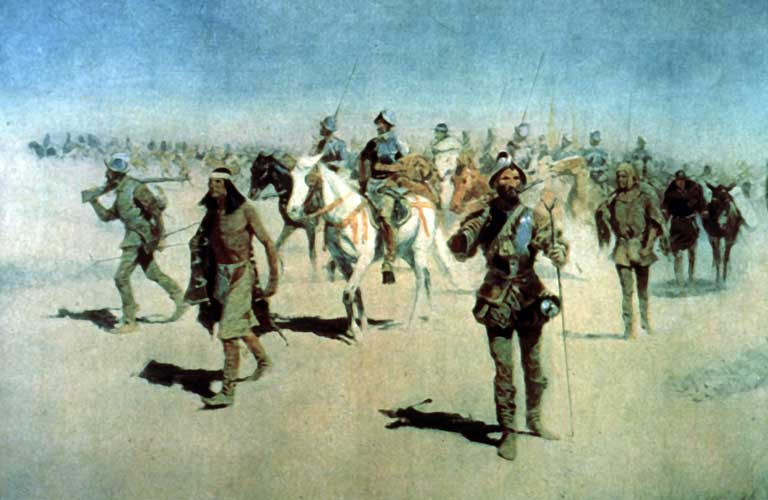
Coronado Sets Out to the North. Autor: Frederic Remington

Al poco tiempo de llegar a Hawikuh, Vázquez de Coronado recibió a una comitiva india procedente de Pecos (condado de San Miguel, Nuevo México) que ofrecía una alianza con los españoles a cambio de mostrarles los rebaños de bisontes de las Grandes Llanuras. El líder de la comitiva fue llamado Bigotes, y la expedición con 20 soldados e indios auxiliares fue encomendada a Hernando de Alvarado, que partió el 20 de agosto. La expedición se dirigió al este, más allá de Acoma, y hacia el valle del río Bravo. Allí encontraron un grupo de pueblos tihua y llamaron al territorio provincia de Tiguex, llamada así por los indios pueblo.
Hernando de Alvarado continuó hacia el norte siguiendo el río Grande, pasando Taos y llegando a Pecos. Pecos, la población de Bigotes era el más oriental de los pueblos de la región con un comercio bien desarrollado con los indios de las llanuras. Alvarado viajó otros cinco días hacia el este para ver las vastas manadas de búfalos que Bigotes había descrito anteriormente a Coronado. Regresó a Tiguex aproximadamente al mismo tiempo que también llegó un grupo de avanzada dirigido por el maestro de campo García López de Cárdenas.
La provincia de Tiguex en el valle del río Bravo era la que reunía mejores condiciones para la agricultura y la ganadería, con amplios campos sembrados de maíz. La principal población tigua de Alcanfor o Coofor fue ocupada por García López de Cárdenas para ser empleada como base de invierno de la expedición de Alvarado.  Unas excavaciones arqueológicas de 1930 dan cuenta de un enfrentamiento por la ocupación de Alcanfor, que sin embargo no consta en la crónica de la expedición. Durante la estancia de la expedición de Alvarado en Alcanfor se establecieron relaciones comerciales tanto con los tiguas, como con los de Keres y Tehua al norte de Tiguex para asegurar los suministros a la numerosa expedición española. Sin embargo, los tigua, liderados por el indio Xauían llamado Juan Alemán por los españoles, se rebelaron contra los españoles a cuenta de abusos cometidos por los miembros de la expedición.Bajo el liderato de Juan Alemán, el miedo a que los españoles les dejaran sin suministros para el invierno, los tigua mataron de 40 a 60 de los caballos y mulas de la expedición. 
Ante la pérdida de los valiosos caballos y mulas, indispensables para continuar la expedición con garantías, Vázquez de Coronado mandó una expedición de castigo compuesta por españoles y yanaconas, capitaneada por García López de Cárdenas  

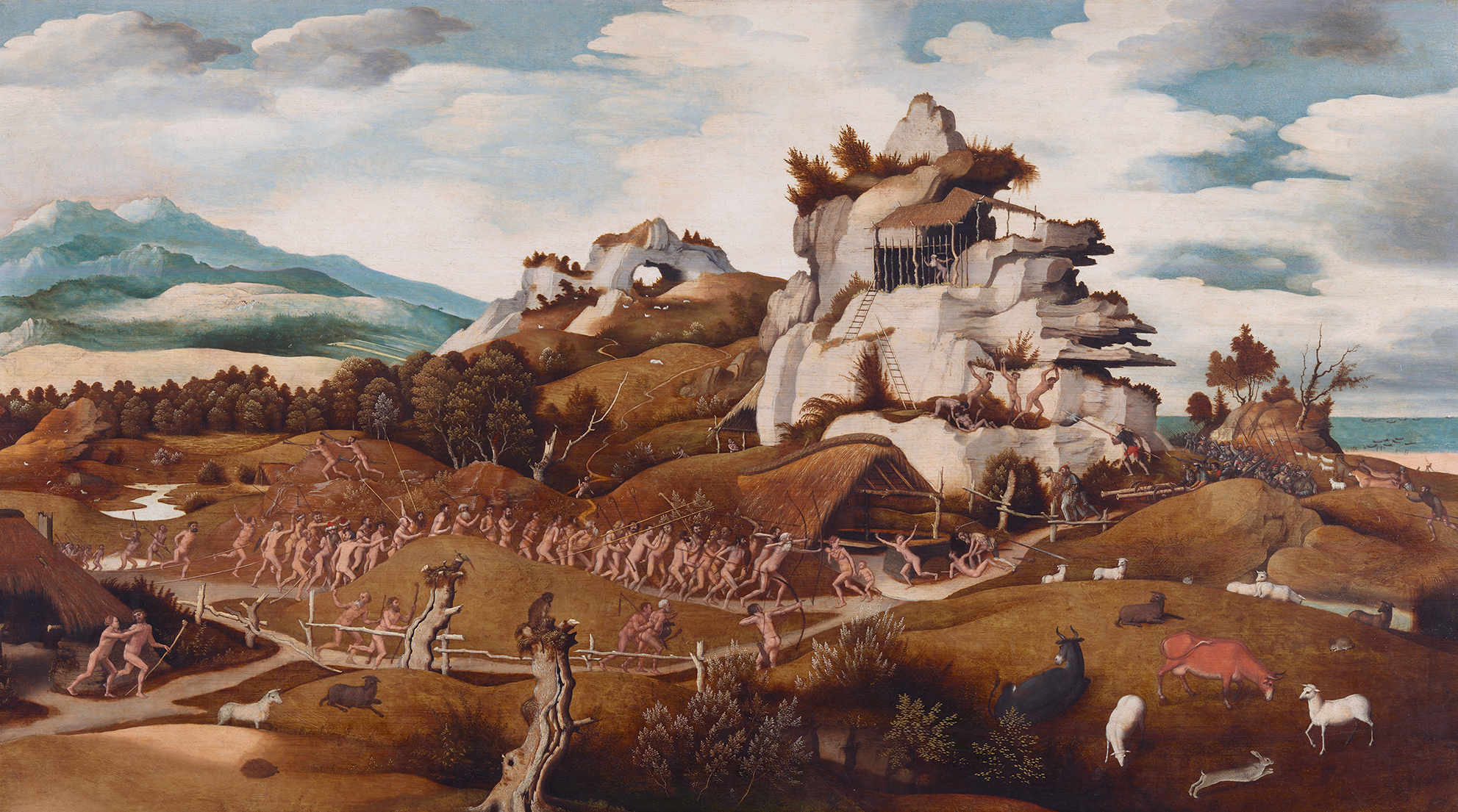
Interpretación del neerlandés Jan Mostaert sobre la Expedición de Vázquez de Coronado Episode uit de verovering van Amerika (1545)

Los enfrentamientos por el control de la región resultaron en la guerra de Tiguex. El la zona de Arenal fue arrasada en represalia por los caballos y mulas y sus treinta indios pueblo quemados vivos en la hoguera. Los españoles y sus aliados indios asediaron de enero a marzo de 1541 las dos fortalezas situadas en un alto en las que los indios leales a Juan Alemán se hicieron fuerte. Finalmente, los españoles y sus aliados indios arrasaron la fortaleza de Moho aprovechando la huida nocturna de sus defensores. Las mujeres tigua rebeldes fueron hechas cautivas hasta 1542.

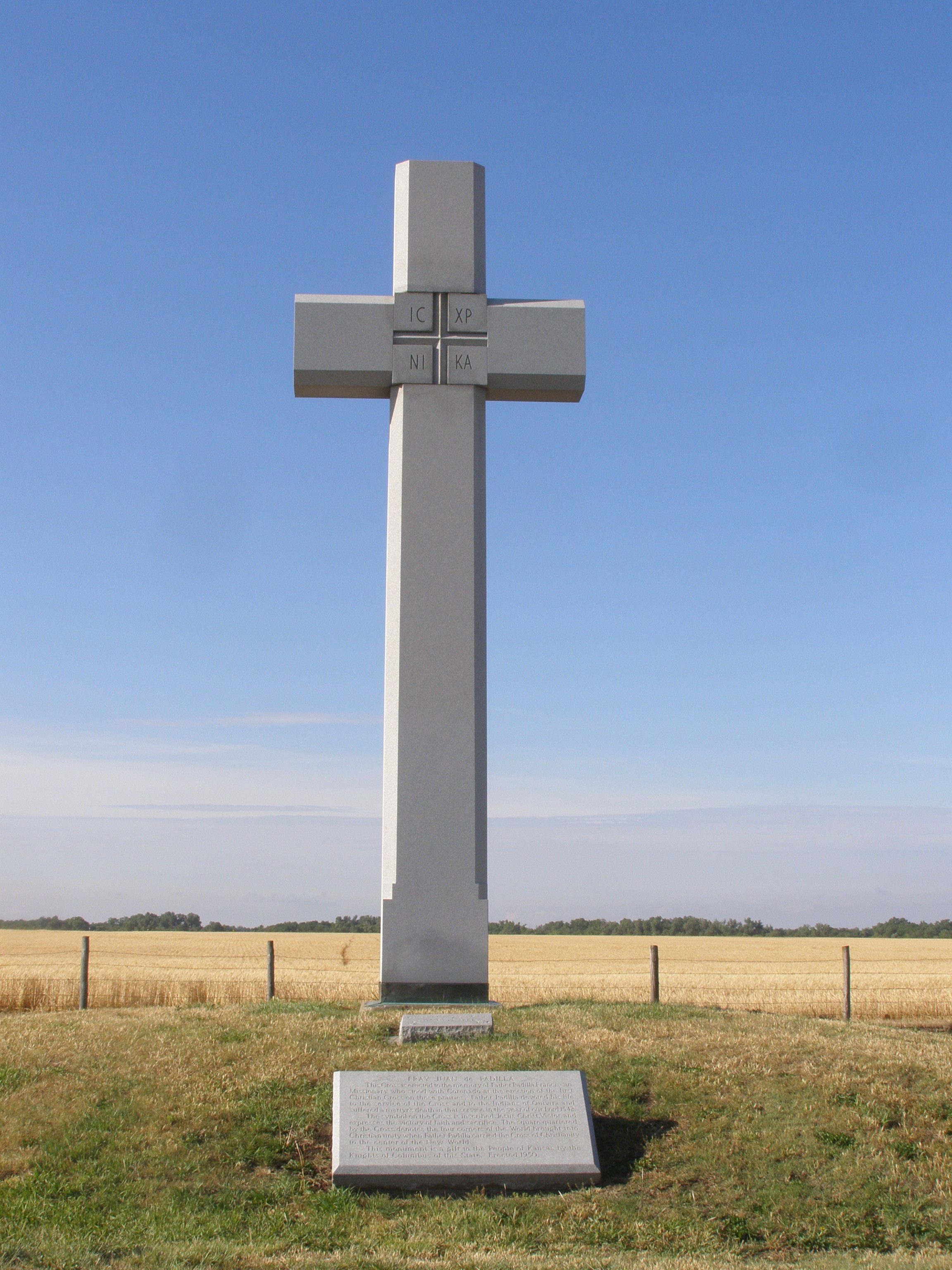
Monumento al mártir fray Juan de Padilla (Kansas)

El 23 de abril de 1541 la gran expedición de Vázquez de Coronado se puso nuevamente en marcha hacia el este con informaciones de El indio El Turco sobre que Quivira se encontraba en la actual Kansas, quedando en Tiguex los hombres de Tristán de Luna y Pedro de Tovar. Al llegar a su objetivo, un pueblo wichita más allá del río Arkansas, constataron que nuevamente habían sido engañados. Regresaron a Tiguex en septiembre de 1541. 

## Consecuencias
Al no haber encontrado riquezas mineras que permitieran fundar poblaciones o establecerse definitivamente en este región norteña, Vázquez de Coronado ordenó el regreso a México, partiendo de Tiguex en abril de 1542. Sin embargo, algunos religiosos emprendieron una valiente labor de evangelización: Fray Juan de la Cruz fue a Hawikuh (lugar que los españoles llamaban Cíbola), fray Luis de Escalona fue a Cicuyé y fray Juan de Padilla se fue a Quivira con Andrés Docampo. Los tres frailes fueron asesinados por los indígenas y se convirtieron en los primeros mártires cristianos del actual territorio de los Estados Unidos de América.  